# Michl Lang
Michael Wilhelm „Michl“ Lang (* 16. Januar 1899 in Kempten (Allgäu); † 21. Dezember 1979 in München) war ein deutscher Volksschauspieler. Er verkörperte in seinen Rollen den humorvoll-spitzbübischen Charakter.

## Leben
Michl Lang war der Sohn eines Schreiners und sollte den väterlichen Betrieb übernehmen. Doch den Jungen zog es zum Schauspiel. Ohne die elterliche Unterstützung schlug er sich zunächst als Käser, Stallknecht und Kellner durch. Ab 1917 leistete er Kriegsdienst bei der bayerischen Feldartillerie.

## Karriere

### Bühne
Nach dem Ende seiner Militärzeit kam Lang 1919 nach München, wo sein Onkel Direktor der Bühne Platzl war. Dieser schickte ihn an das Bauerntheater in Bad Reichenhall, wo er als Requisiteur begann und 1921 seine erste Rolle übernahm. Frühzeitig spezialisierte er sich auf die Darstellung von älteren, kauzigen, schlitzohrigen Typen. Auf einer Gastspielreise lernte er in Bremerhaven Fanny Pröll kennen, die er 1923 heiratete. Die Ehe hielt bis zu seinem Tod.
1927 kehrte Lang an das Münchner Platzl zurück. Der legendäre Leiter dieser Bühne mit Restaurationsbetrieb und Hotel, Weiß Ferdl, war hier sein Partner und bestimmte ihn schließlich zu seinem Nachfolger. Lang leitete 22 Jahre lang die Geschicke des Hauses. Er hatte inzwischen nicht nur alle gängigen einschlägigen Rollen verkörpert, sondern auch selbst diverse Einakter verfasst. Daneben trat er gelegentlich am Staatstheater am Gärtnerplatz und an den Münchner Kammerspielen auf. Lang stand 1944 in der Gottbegnadeten-Liste des Reichsministeriums für Volksaufklärung und Propaganda.

### Hörfunk, Film und Fernsehen
Langs Filmlaufbahn begann in den 1930er Jahren mit Rollen in Bauernschwänken des Regisseurs Franz Seitz senior. Der endgültige Durchbruch gelang dem Schauspieler über das Radio mit den Brumml-G'schichten (1947–1953) als grantelnder Familienvater Xaver Brumml an der Seite von Liesl Karlstadt im Bayerischen Rundfunk unter Regisseur Kurt Wilhelm, den der Schauspieler Rudolf Vogel mit Lang bekannt gemacht hatte.
Es folgten Rollen in Heimatfilmen und Komödien. In den 1950er und 1960er Jahren war er Mitglied des Ensembles des erfolgreichen Komödienstadels, in dem er neben Gustl Bayrhammer, Max Grießer und Maxl Graf zahlreiche Rollen spielte. Vor allem seine Verkörperung des Verkauften Großvaters machten ihn einem großen Publikum bekannt. In der gleichen Zeit trat Lang auch in einigen Kinofilmen auf, zum Beispiel mehrmals als Onkel Filser in den Lausbubengeschichten.

## Krankheit und Tod
Nach Ende der Dreharbeiten zu Die Lokalbahn 1972 zog sich Michl Lang aus gesundheitlichen Gründen von der Bühne zurück und erledigte als Direktor des Platzl nur noch Verwaltungsarbeiten. 1972 wurde er mit dem Bayerischen Poetentaler ausgezeichnet. Kurz vor Weihnachten 1979 starb er 80-jährig in seiner Wahlheimat München. Seine letzte Ruhe fand er auf dem Friedhof von Pullach im Isartal.

## Filmografie

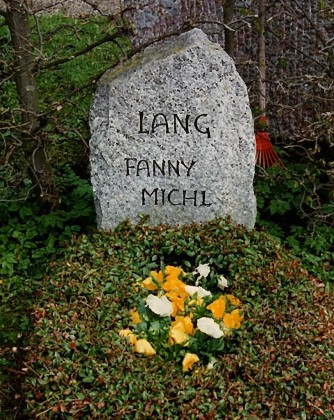
Grabstätte von Michl Lang

### Kino
- 1936: Es waren zwei Junggesellen
- 1936: Du kannst nicht treu sein
- 1936: Der ahnungslose Engel
- 1938: Die Pfingstorgel
- 1939: Der arme Millionär
- 1941: Geheimakte W.B. 1
- 1943: Die keusche Sünderin
- 1944/49: Ein Herz schlägt für Dich
- 1949: Heimliches Rendezvous
- 1950: So sind die Frauen
- 1950: König für eine Nacht
- 1951: Fanfaren der Liebe
- 1951: Heimat, Deine Sterne
- 1951: Die Martinsklause
- 1951: In München steht ein Hofbräuhaus
- 1952: Der weißblaue Löwe
- 1954: Feuerwerk
- 1954: Ein Haus voll Liebe
- 1955: San Salvatore
- 1955: Oh – diese „lieben“ Verwandten
- 1955: Das Forsthaus in Tirol
- 1956: Wo der Wildbach rauscht
- 1956: Wo die alten Wälder rauschen
- 1956: Mädchen mit schwachem Gedächtnis
- 1956: Heiße Ernte
- 1956: Salzburger Geschichten
- 1957: Kleiner Mann – ganz groß
- 1957: Weißer Holunder
- 1957: Witwer mit fünf Töchtern
- 1958: Die Landärztin
- 1958: Die grünen Teufel von Monte Cassino
- 1958: Der Sündenbock von Spatzenhausen
- 1958: Ich war ihm hörig
- 1959: Paprika
- 1959: Bei der blonden Kathrein
- 1959: Heimat – Deine Lieder
- 1960: Eine Frau fürs ganze Leben
- 1960: Sturm im Wasserglas
- 1960: Schön ist die Liebe am Königssee
- 1961: Drei weiße Birken
- 1961: Isola Bella
- 1962: Der verkaufte Großvater
- 1963: Ferien vom Ich
- 1963: Allotria in Zell am See
- 1964: Lausbubengeschichten
- 1964: Die schwedische Jungfrau
- 1965: Tante Frieda – Neue Lausbubengeschichten
- 1966: Onkel Filser – Allerneueste Lausbubengeschichten
- 1966: Das sündige Dorf

### Fernsehen (Auswahl)
- 1954: Vater Seidl und sein Sohn
- 1959–1971: Der Komödienstadel
  - 1959: Der zerbrochene Kruag / Späte Entdeckung (segment Späte Entdeckung, Partnerin: Liesl Karlstadt)
  - 1959: Auf der Alm / Kraft mal Weg / Das Taufessen / Ja, so ein Auerhahn (segment Das Taufessen)
  - 1961: Der Zigeunersimmerl
  - 1961: Die drei Eisbären
  - 1962: Der Hochzeiter / Das Dienstjubiläum (segment Das Dienstjubiläum)
  - 1962: Graf Schorschi
  - 1964: Die Tochter des Bombardon
  - 1964: Wenn der Hahn kräht
  - 1965: Die Stadterhebung
  - 1966: Die Mieterhöhung
  - 1967: Der verkaufte Großvater
  - 1967: Krach um Jolanthe
  - 1969: Das Wunder des heiligen Florian
  - 1971: Der Ehestreik
- 1959: Die Fledermaus; (Fernsehfassung, Regie: Kurt Wilhelm)
- 1960: Die Lokalbahn
- 1964: Gewagtes Spiel: Und alles um eine Kuh
- 1965: Der alte Feinschmecker
- 1968: Altaich
- 1972: Die Lokalbahn

## Hörspiele (Auswahl)
- 1947–1953: Rudolf Stürzer, Kurt Wilhelm, Margot Teichmann: Brumml-G'schichten (28 Folgen) – Regie: Kurt Wilhelm (Radio München / BR)
- 1949: Kurt Wilhelm: Vater Seidl und sein Sohn
- 1954: Rolf Olsen: Kurt Wilhelm: Kathi und das Geisterhaus – Eine wilde Begebenheit – Regie: Kurt Wilhelm (Mundarthörspiel – BR)
- 1955: Max Neal, Max Ferner, Olf Fischer: Der Komödienstadel – Max Neal: Die Hosenknöpf‘ – Max Neal, Max Ferner: Glück im Starenhaus – Olf Fischer: Der Zigeunersimmerl (Leonhard Doppelwieser) – Regie: Olf Fischer (BR)
- 1956: Ludwig Thoma: Die Brautschau – Regie: Olf Fischer (BR)
- 1960: Ludwig Ganghofer: Der Geigenmacher von Mittenwald (Geigenmacher-Beni) – Regie: Willy Purucker (BR)
- 1976: Robert Naegele: Eigene Wände –  Regie: Hans Breinlinger (Hörspiel in schwäbischer Mundart – BR)

## Diskografie (Auswahl)

### Alben
- Ein Münchner mit Herz (Isarton)
- Wenn’s Christkindl kommt. Michl Lang singt Weihnachtslieder. (Isarton)